# Jardin d'altitude du Haut Chitelet
Le jardin d'altitude du Haut Chitelet est un jardin botanique perché entre 1 210 et 1 228 m au sud du col de la Schlucht, à Xonrupt-Longemer, dans le massif des Vosges. Il présente plus de 2 500 espèces des régions froides ou montagneuses du monde. On[Qui ?] y trouve aussi une tourbière naturelle et une hêtraie d'altitude. Avec le jardin botanique Jean-Marie-Pelt (ex-jardin botanique du Montet), situé en périphérie de Nancy, il fait partie des Jardins botaniques du Grand Nancy et de l'Université de Lorraine. Il est labellisé « jardin remarquable ». La Vologne, affluent de la Moselle, y prend sa source. C'est l'un des plus beaux et des plus riches jardins alpins d'Europe.

## Historique
En 1903, Camille Marie Gabriel Brunotte, professeur à la faculté de Nancy, crée avec le Club alpin français un jardin d'altitude à la ferme de Montabey sur l'ubac du col de la Schlucht. Passant de 120 espèces en 1904 à 800 en 1914, ce premier jardin est malheureusement détruit lors de la Première Guerre mondiale.
En 1954, l'Office national des forêts fait don d'un terrain de 11 hectares à l'Université de Nancy pour reprendre l'œuvre du professeur Brunotte. Situé un kilomètre plus au sud, sur le territoire de Xonrupt-Longemer, ce terrain offre les mêmes conditions climatiques que le précédent avec l'avantage de ne pas concurrencer la pratique du ski. Une large tourbière y ajoute un intérêt non négligeable. Les premiers travaux ne sont menés qu'à partir de 1966 et l'ouverture au public date de 1970.

## Climat local

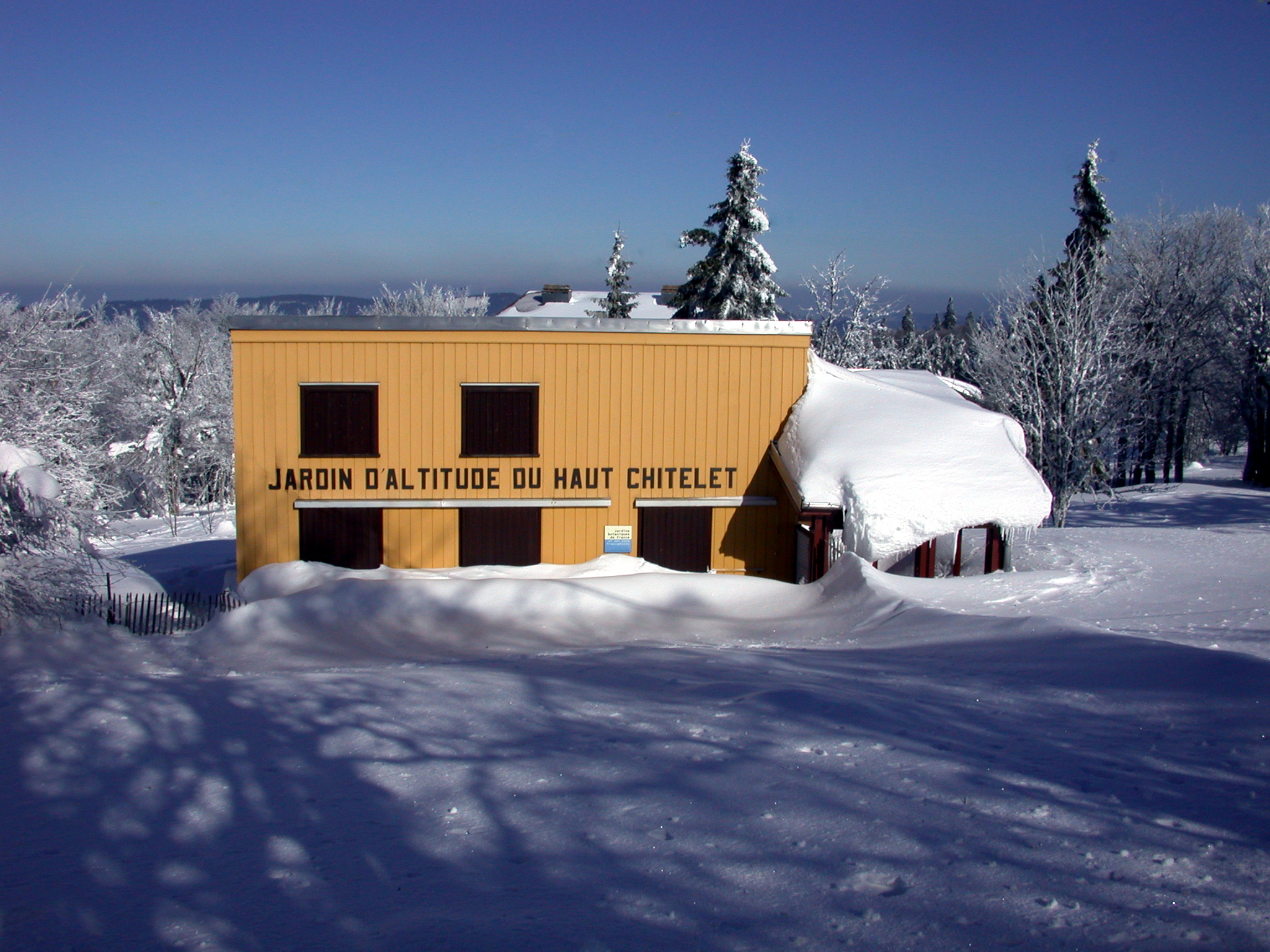
Neige au Chitelet.

Le Haut Chitelet est un endroit exposé aux rigueurs du climat vosgien, offrant une pluviométrie annuelle de 2 500 mm, avec possibilité de neige d'octobre à mai, et une température moyenne de 3,5 °C. Ces conditions sont celles que l'on rencontre à 2 000 m dans les Alpes ou au niveau de la mer en Islande et en Norvège. La nature du sol acide (pH 4 à 5) contribue à la rudesse des conditions.

## Le jardin
Le domaine à visiter occupe 1,5 hectare en bordure de la route des crêtes. Les plantes sont groupées par région, les flores vosgienne et alpine sont les mieux représentées et réparties par affinités écologiques, mais d'autres proviennent des montagnes d’Amérique, du Japon, de Chine, de l’Himalaya, du Caucase, de la Sibérie et de la Nouvelle-Zélande.
Le jardin est ouvert au public entre les mois de juin et septembre.

## Collections
Le jardin comprend différentes collections thématiques : flore des Hautes Vosges, flore des escarpements rocheux, régions australes, Europe, Asie, Amérique du Nord, variétés horticoles, etc.

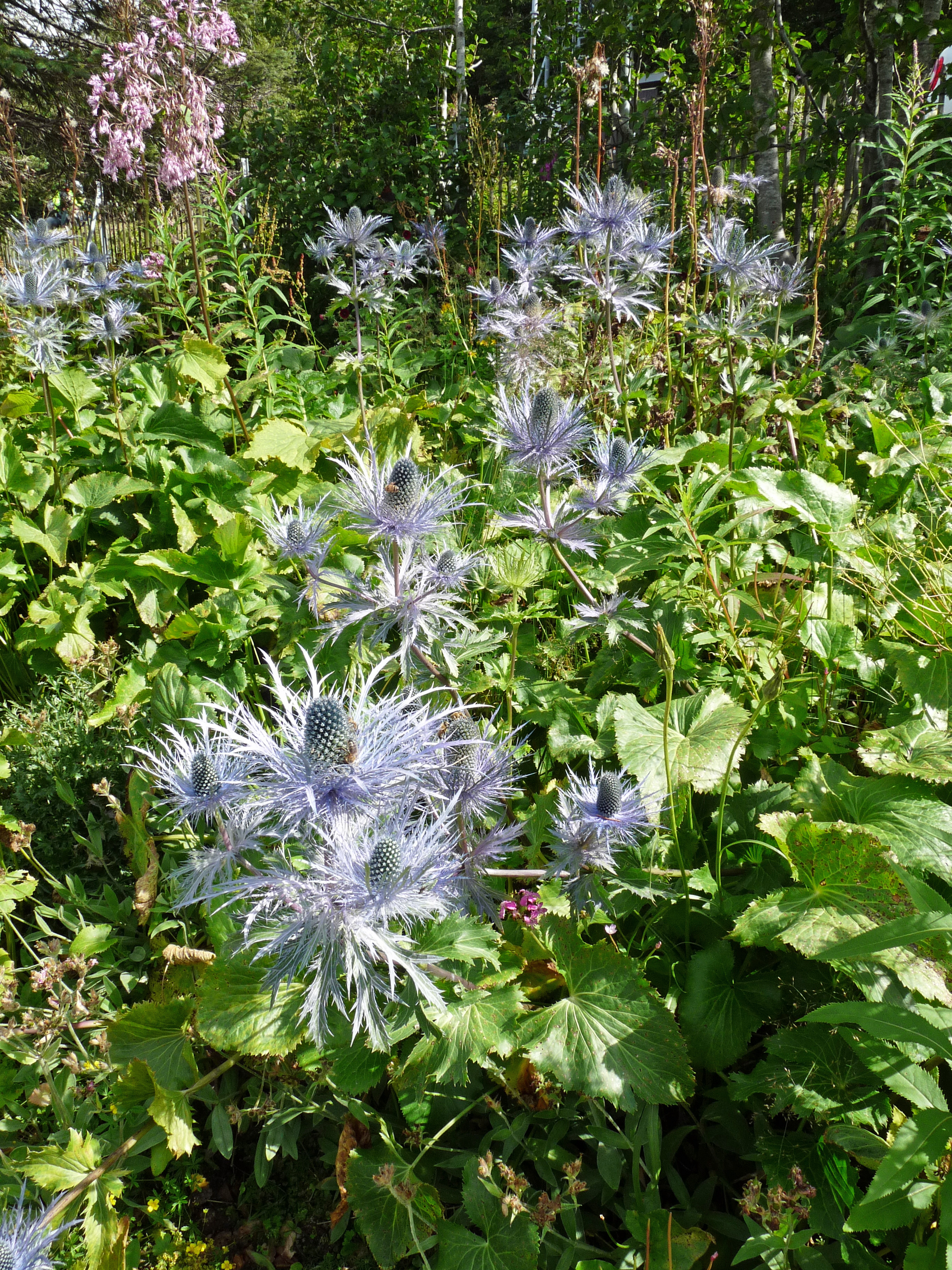
Eryngium alpinum.
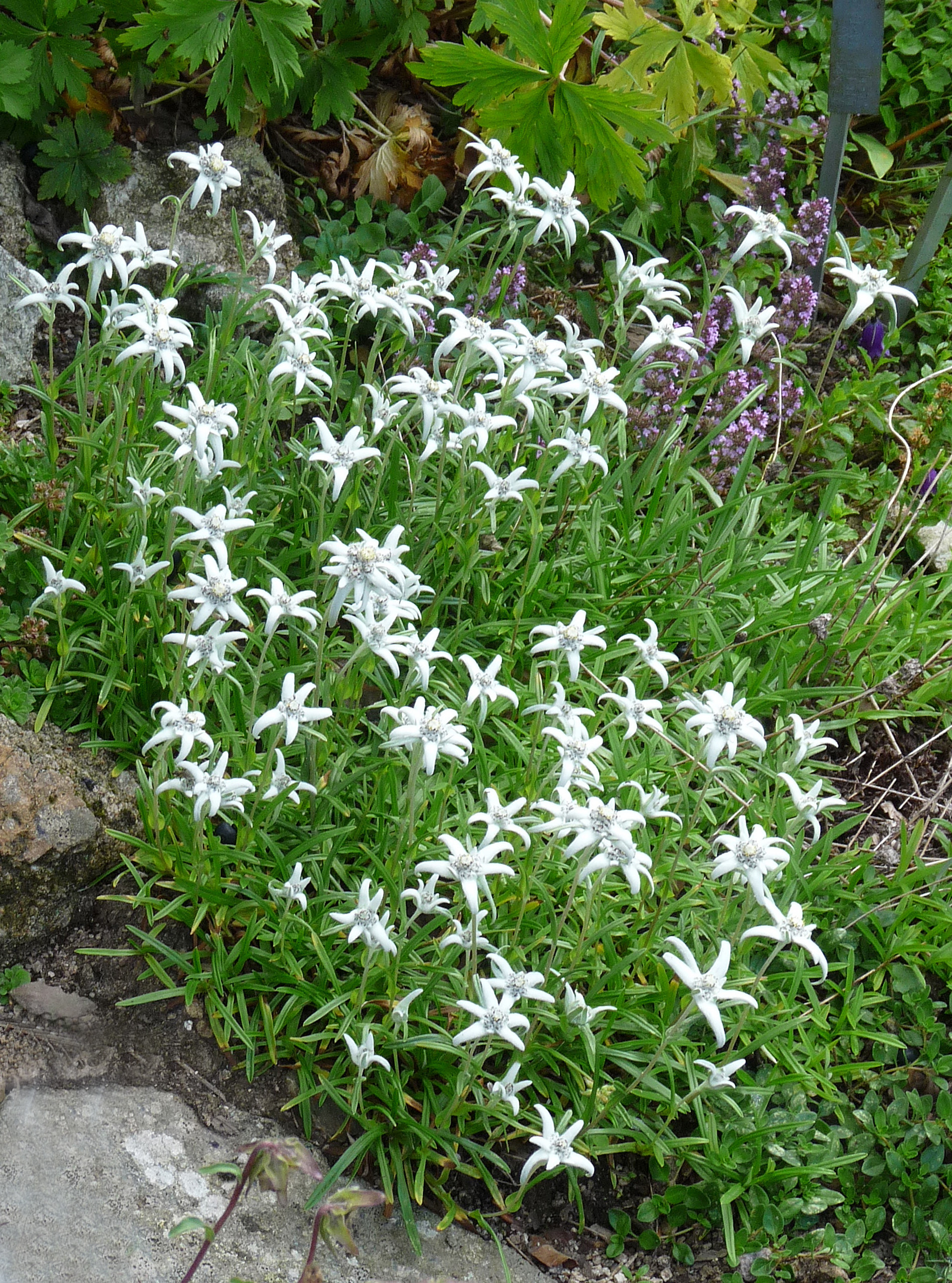
Leontopodium stracheyi[2].
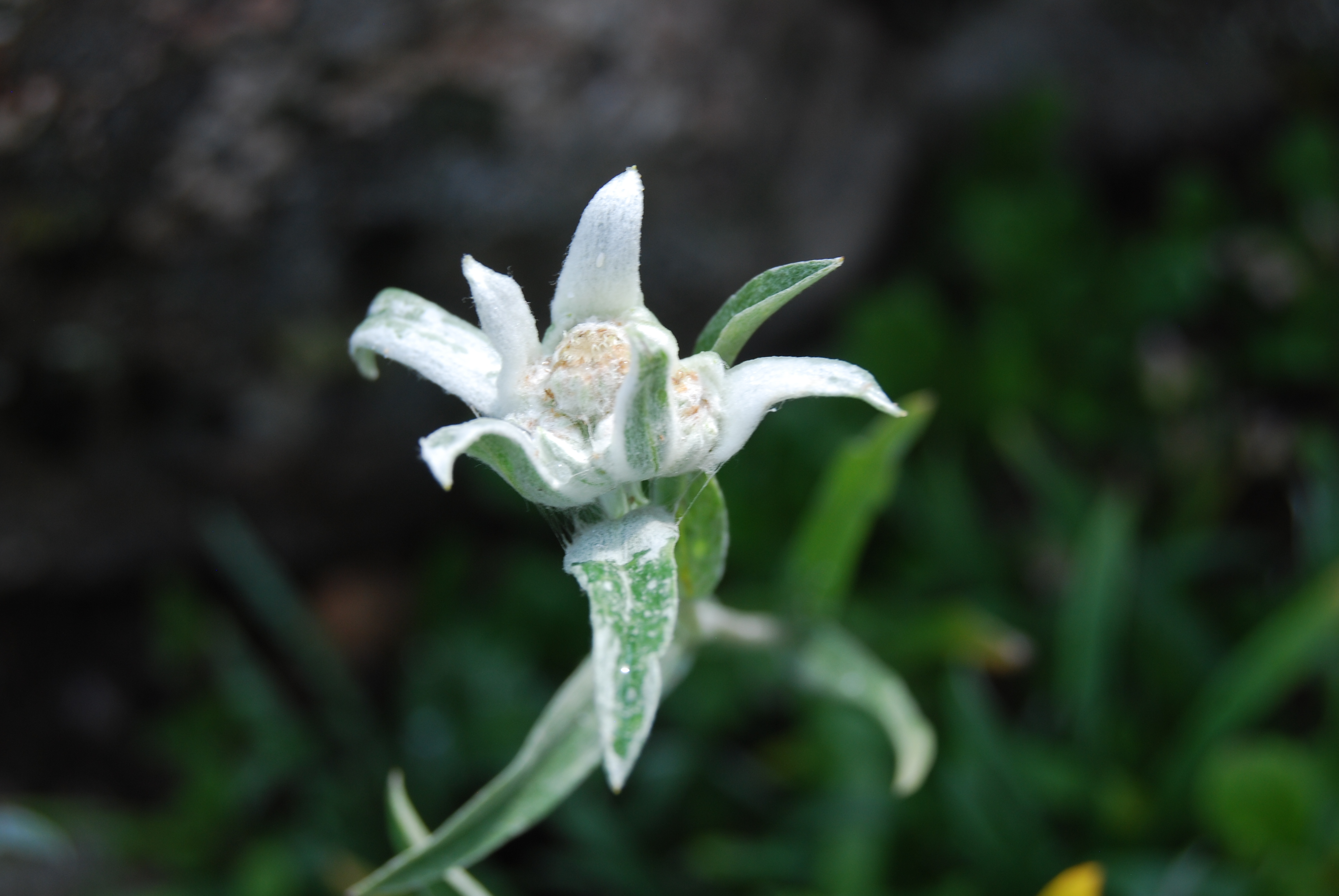
Leontopodium jacotianum.
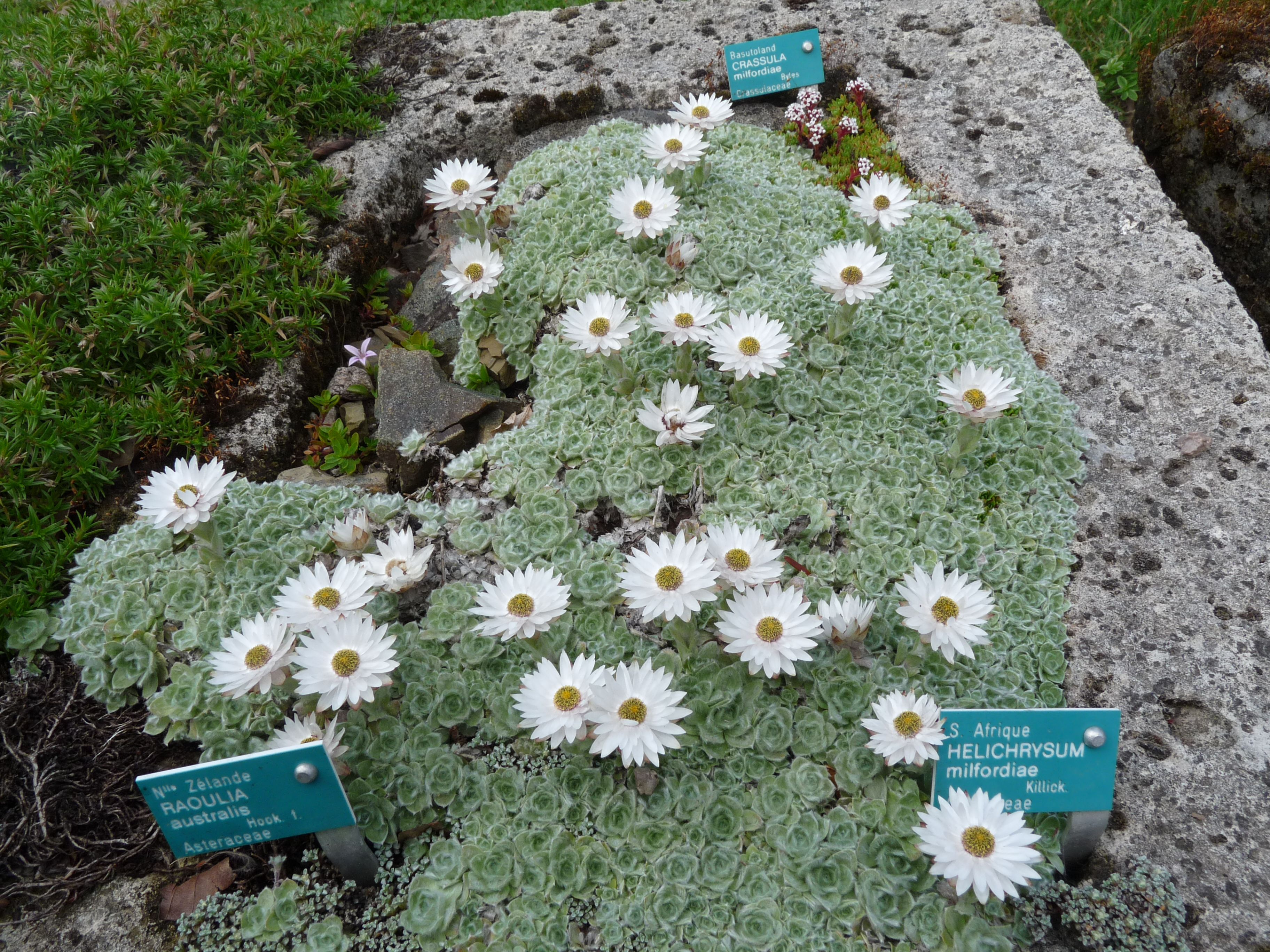
Helichrysum milfordiae.
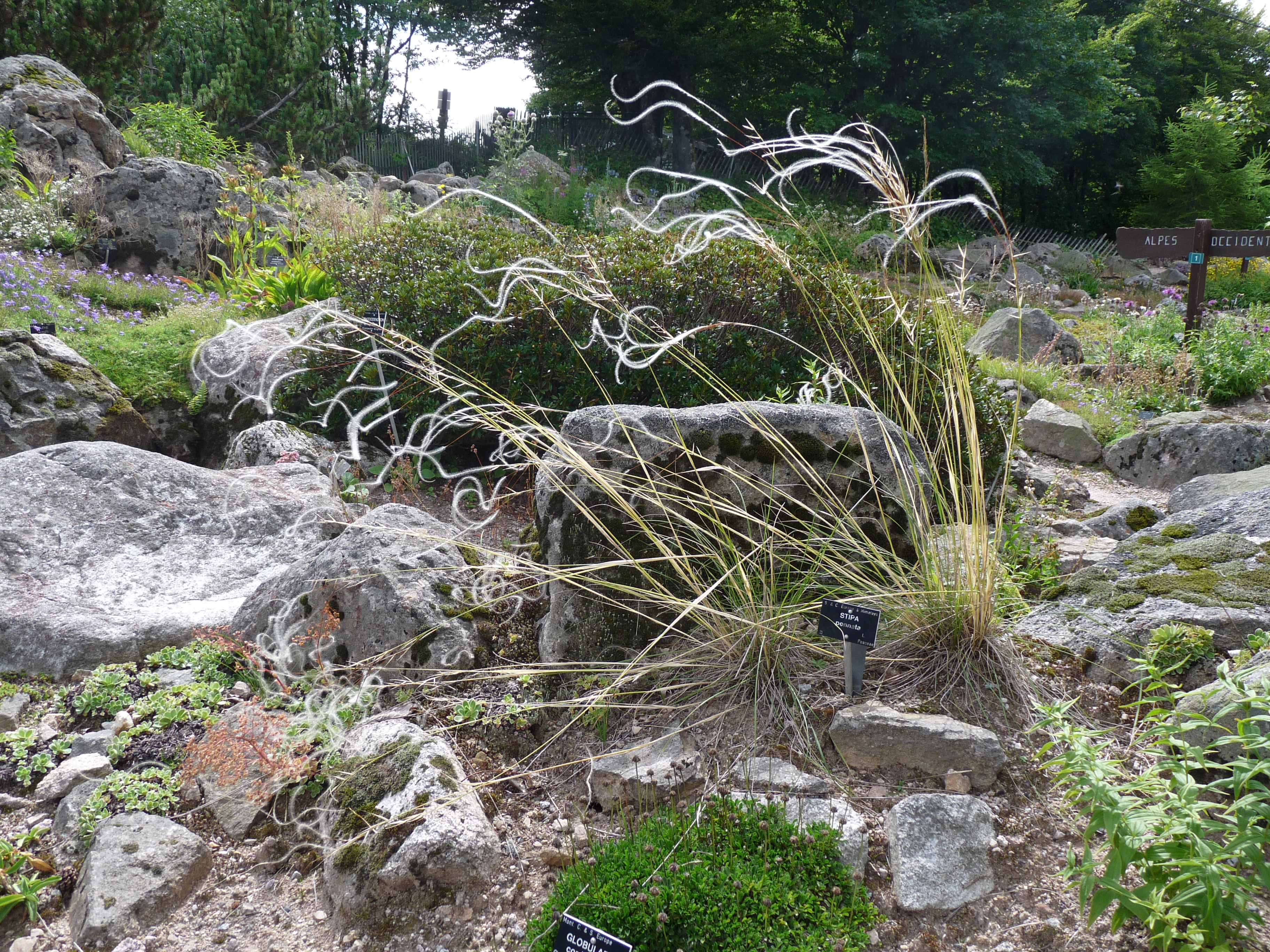
Stipa pennata.

## Milieux naturels

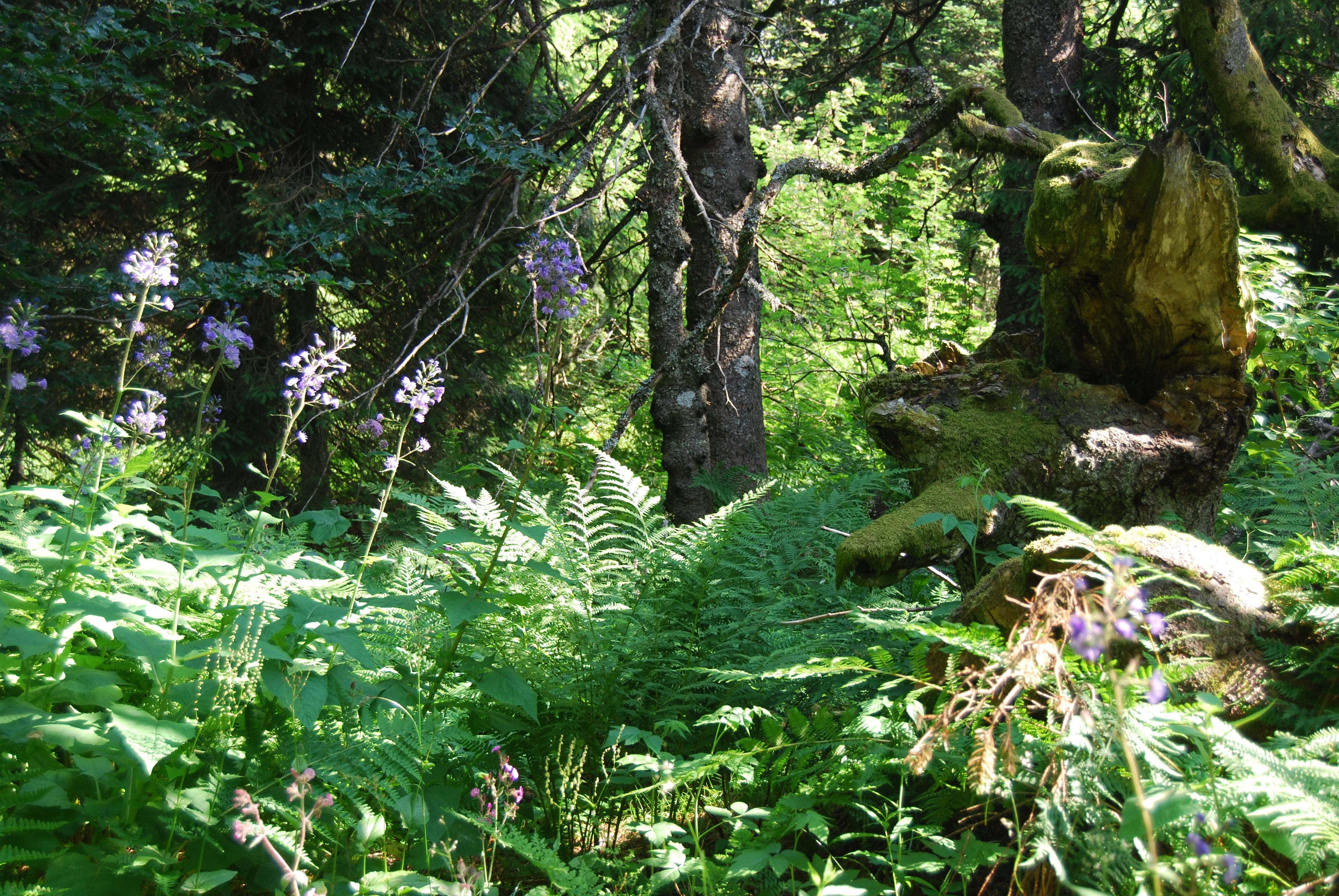
Sous-bois, hêtraie du Chitelet.

Le jardin comprend, outre ses rocailles, deux milieux écologiques remarquables : une tourbière naturelle ainsi qu'une hêtraie d'altitude.